# Centro d'arte moderna e contemporanea
Il Centro d'arte moderna e contemporanea (CAMeC) ha sede a  La Spezia, in Italia. La struttura ospita, in modo permanente, le opere della raccolta Premio del Golfo e le collezioni Cozzani e Battolini. Oltre a queste, vengono periodicamente organizzate anche altre esposizioni temporanee.

## Struttura
Il Centro d'arte moderna e contemporanea si trova in  piazza C. Battisti, a pochi passi dalla zona pedonale nel centro storico cittadino. L'edificio in cui ha sede il museo, risale ai primi anni del XX secolo; è stato dapprima una scuola elementare ed attorno al 1920 divenne il tribunale della città. Durante i bombardamenti subiti dalla città durante il secondo conflitto mondiale (1943), venne seriamente distrutto. Venne ricostruito ed è stato sede della Giustizia spezzina fino al 1998, anno in cui è stato inaugurato il nuovo palazzo di Giustizia.
Direttore artistico del CAMeC è stato anche il critico e curatore Bruno Corà.

## Le collezioni permanenti

### Raccolta Cozzani
La collezione è costituita da 1157 opere donate da Giorgio e Ilda Cozzani al Comune della Spezia nel 1999. Fra queste opere si possono contare circa trecento fra disegni e pitture, un'ottantina di sculture e molte altre grafiche tutte inerenti i vari aspetti artistici del Novecento.

### Raccolta Battolini
La collezione deriva dalla donazione fatta da Ferruccio e Anna Maria Battolini al Comune della Spezia.

### Raccolta Premio del Golfo
La collezione raccoglie le opere legate all'omonimo premio nazionale di pittura, organizzato a partire dal 1933 da Filippo Tommaso Marinetti e da Fillia. 

Dopo la guerra la manifestazione è stata ripresa dal 1949 al 1965 e, dopo una lunga interruzione, dall'anno 2000 prosegue con cadenza biennale.